# ميناء فضائي

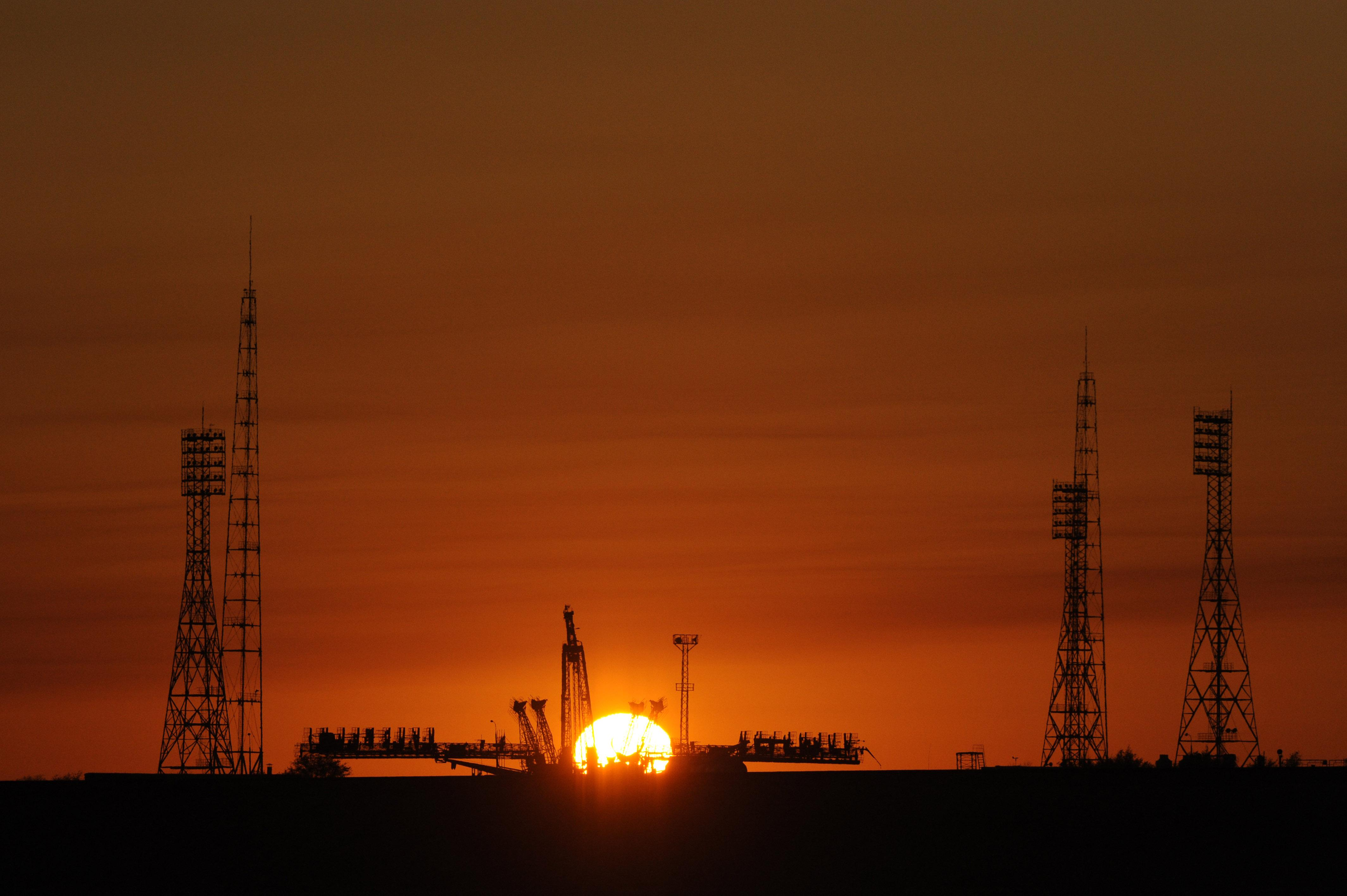
إحدى منصات الإطلاق في مركز بايكونور الفضائي

ميناء فضائي (بالإنجليزية: Spaceport, Cosmodrome)‏ هو موقع لإطلاق (أو استقبال) المركبات الفضائية، وهو يشابه الميناء للسفن والمطار للطائرات. يطلق المصطلح على المواقع القادرة على إطلاق مركبات في مدار حول الأرض ويطلق أحيانًا على محطات الفضاء.

## تاريخ المحطات الفضائية
فاو-2، هو أول جهاز من صنع بشري يصل إلى مدار كوكب الأرض عام 1944، حيث استخدمه الجيش الألماني خلال الحرب العالمية الثانية لمحاربة قوات الحلفاء.، بعد الحرب أتم تسليم 70 صاروخ لمؤسسة وايت ساندز [الإنجليزية] العسكرية لأختبارها حيث نجح 47 منهم بالوصول إلى أرتفاعات ما بين 100 و 213 كيلومتر.
مركز بايكونور الفضائي، هو أول محطة أطلاق مداري في العالم حيث تم بناء المركز من قبل الاتحاد السوفياتي وافتتح في 2 فبراير 1955. وتم تصميمه في البداية كقاعدة لتجارب الصواريخ البالستية العابرة للقارات. ثم أطلقت منه الصواريخ الحاملة لكل من سبوتنيك 1 وسبوتنيك 2, ويوري غاغارين إلى الفضاء، لم يعلن الأتحاد السوفييتي عن موقع المحطة بالبداية حيث عثرت عليها طائرات لوكهيد يو-2 عام 1957 أثناء تتبع خطوط السكك الحديدية التي تصل كازخستان 

## أهمية موقع الميناء الفضائي
أفضل الأماكن لأطلاق المركبات الفضائية هي الأماكن القريبة من خط الاستواء وذلك لسهولة وصل الصاروخ إلى مدارات الأقمار الصناعية كما يمكن الأستفادة من سرعة دوران الأرض البالغة (465 m/s) لتضاف إلى سرعة انطلاق المركبة الفضائية وذلك بشرط توجيهه إلى الشرق عند إطلاقة.
لا يمثل أرتفاع موقع الميناء الفضائي عاملا بالغ الأهمية رغم أنه كلما زاد الأرتفاع أنخفضت المسافة العمودية للوصول إلى المدار الفضائي وأيضا قل الضغط الجوي ومقاومة الهواء وهذا سيؤدي إلى تحسين شروط التوجيه للمكوك الفضائي ولكن من جانب آخر فإن بناء الميناء الفضائي في مواقع مرتفعة سيؤدي إلى صعوبة في نقل المعدات التقنية إلى موقع الميناء.

## السياحة الفضائية
ظهر عددٌ من الشركات الناشئة [الإنجليزية] في السنوات الأخيرة، تأملُ بإنشاء صناعة سياحة الفضاء. وظهر جليا النية بإنشاء هذه الشركات للموانئ الفضائية المخصصة لهذا الغرض ولكن تبقى هذه المسألة في طور المناقشات القانونية التي يتم علاجها في الوقت الراهن.